# Tự Do, Quảng Hòa
Tự Do là một xã thuộc huyện Quảng Hòa, tỉnh Cao Bằng, Việt Nam.

## Địa lý
Xã Tự Do nằm ở phía tây huyện Quảng Hòa, có vị trí địa lý:
- Phía đông giáp xã Chí Thảo và xã Hạnh Phúc
- Phía tây giáp huyện Hòa An
- Phía nam giáp xã Ngọc Động
- Phía bắc giáp xã Phúc Sen và xã Quốc Toản.

Xã Tự Do có diện tích 36,72 km², dân số năm 2019 là 4.115 người, mật độ dân số đạt 112 người/km².
Trên địa bàn xã Tự Do có một số ngọn núi như Lăng Sườn, Lũng Vai, Tặn Kheo, Tát Khao.

## Lịch sử
Địa bàn xã Tự Do hiện nay trước đây vốn là hai xã Tự Do và Đoài Khôn thuộc huyện Quảng Uyên.
Ngày 9 tháng 9 năm 2019, Hội đồng Nhân dân tỉnh Cao Bằng ban hành Nghị quyết số 27/NQ-HĐND về việc sáp nhập một số xóm thuộc hai xã Tự Do và Đoài Khôn.
Trước khi sáp nhập, xã Tự Do có diện tích 20,30 km², dân số là 2.636 người, mật độ dân số đạt 130 người/km², có 7 xóm: Bản Chang, Cô Rào, Gia Tự, Hoàng Diệu, Khâm Thành, Lũng Rì, Phủ Nàm. Xã Đoài Khôn có diện tích 16,42 km², dân số là 1.479 người, mật độ dân số đạt 90 người/km², có 7 xóm: Đoài Khôn, Đồng Muông, Cạm Thành, Lạn Dưới, Lạn Trên, Lũng Vài, Pác Tàn.
Ngày 10 tháng 1 năm 2020, Ủy ban Thường vụ Quốc hội ban hành Nghị quyết số 864/NQ-UBTVQH14 về việc sắp xếp các đơn vị hành chính cấp huyện, cấp xã thuộc tỉnh Cao Bằng (nghị quyết có hiệu lực từ ngày 1 tháng 2 năm 2020). Theo đó, sáp nhập toàn bộ diện tích và dân số của xã Đoài Khôn vào xã Tự Do.
Ngày 1 tháng 3 năm 2020, huyện Quảng Uyên giải thể để tái lập huyện Quảng Hòa. Xã Tự Do thuộc huyện Quảng Hòa như hiện nay.

## Hành chính
Xã Tự Do được chia thành 14 xóm: Bản Chang, Cạm Thành, Cô Rào, Đoài Khôn, Đồng Muông, Gia Tự, Hoàng Diệu, Khâm Thành, Lạn Dưới, Lạn Trên, Lũng Rì,  Lũng Vài, Pác Tàn, Phủ Nàm.